# Перано
Перано (італ. Perano) — муніципалітет в Італії, у регіоні Абруццо, провінція К'єті.
Перано розташоване на відстані близько 160 км на схід від Рима, 90 км на схід від Л'Аквіли, 34 км на південний схід від К'єті.
Населення — 1642 особи (2014).
Щорічний фестиваль відбувається 26 травня. Покровитель — San Filippo Neri.

## Демографія
Населення за роками:

Станом на 1 січня 2023 року в муніципалітеті офіційно проживав 121 іноземець з 16 країн, серед них 79 громадян країн Євросоюзу.

## Сусідні муніципалітети
- Альтіно
- Аркі
- Атесса